# 다니엘라 체카렐리
다니엘라 체카렐리(이탈리아어: Daniela Ceccarelli, 1975년 9월 25일~)는 이탈리아의 알파인 스키 선수이다. 2002년 동계 올림픽에서 여자 슈퍼대회전 종목 금메달을 획득했다.